# Tubetejka
Tubetejka (tatarski|tat. түбәтәй) je tradicionalna kapa - dio narodne nošnje turskih naroda iz središnje Azije (Uzbeka, Kazaka, Tadžika, Kirgiza i Krimskih Tatara). Kapa je često lijepo ukrašena biserima i lijepim šivanim linijama.
Tubetejka ima neku sličnost s jurtom (šator koji tradicionalno koriste nomadi u stepama središnje Azije), još jednom srednjoazijskom kulturnom ikonom. u Uzbekistanu se smatra primijenjenom umjetničkom formom i važnim dijelom tradicionalne narodne nošnje. Crne je boje s ravnom, četvrtastom podlogom. Sufiks -ka na kraju je ruski deminutiv, kao u drugim ruskim nazivima za kape: šapka (šubara), ušanka (šubara s pokrivalom za uši) i budenovka. U Čustu u Uzbekistanu, ovakve kape su bijele.